# Grafmonument van Johan Tehupeiory
Het grafmonument van Johan Tehupeiory op de 2e Algemene Begraafplaats Kovelswade in de Nederlandse stad Utrecht is een rijksmonument.

## Achtergrond
Johannes Everhardus (Johan) Tehupeiory (1882-1908) was in Nederlands-Indië geboren arts en publicist. Het grafmonument werd gemaakt door beeldhouwster Thérèse van Hall.

## Beschrijving
Het monument bestaat uit een staande hardstenen plaat met een afbeelding van man in lotushouding met boek op schoot en op de achtergrond de zon. Het opschrift luidt 

Ter herinnering aan Johannes Everhardus Tehupeiorij
Inlandsch en Nederlandsch arts
geboren 25 juni 1882 te Erma, eiland Ambon
overleden 22 december 1908 te Utrecht
zijn nagedachtenis blijft in eer bij allen die geloven in Insulinde's toekomst

## Waardering
Het grafmonument werd in 2001 in het Monumentenregister opgenomen "vanwege de kunsthistorische waarde als voorbeeld van karakteristieke vormgeving en vanwege de funerair-historische waarde als onderdeel van de begraafplaats Kovelswade."